# Guardians (jeu de cartes)
Créé par Keith Parkinson et Luke Peterschmidt et édité par FPG en août 1995, Guardians est un jeu de cartes à collectionner. Il a été traduit en français, en allemand, en néerlandais et en hongrois.

## Le but du jeu
Dans Guardians vous êtes un Vierkun ou un Gardien (on peut supposer une sorte de dieu) et vous vous battez contre d'autres de votre espèce à l'aide de créatures de toutes sortes. On peut jouer de 2 à 4 joueurs.
Chaque joueur commence dans sa forteresse composée de 3 terrains. Un terrain central de 6 terrains (à deux joueurs) est le principal champ de bataille. Les créatures se déplacent dans des boucliers (ainsi on ne connaît pas le contenu en créatures), à ceci s'ajoute des objets magiques, des sortilèges et des cartes de terrain.
Les créatures sont classées en 3 types : les mortels (cartes à bords blancs), les élémentaux (cartes à bords gris) et les extérieurs (cartes à bords noirs). Une majeure partie des créatures peut être corrompue, soit par des filles, de l'argent ou de la bière.

## La particularité de Guardians
Ce qui rend Guardians si attrayant est son univers, chaque carte dispose d'une illustration souvent superbe. Sans compter des parodies assez nombreuses comme Captaine Américain du sud (Captain America), le Serveur d'argent (Surfeur d'argent) ou encore les 40 000 marteaux inutiles (Warhammer 40.000).